# Siamo tutti pomicioni
Siamo tutti pomicioni è un film in quattro episodi del 1963 diretto da Marino Girolami.

## Trama

### Il colonnello e la signora
Il caporale carrista Ennio intreccia una relazione con la moglie di un alto ufficiale inglese.

### Le gioie della vita
Mario vorrebbe diventare amante di un'avventuriera ma, complice la madre, si troverà a rischiare di doverla sposare.

### Pomicione di provincia
Due siciliani - Ciccio e Salvatore - giungono in pellegrinaggio nella capitale assieme alle rispettive consorti. Sfuggiti alla sorveglianza delle mogli, vanno invano in cerca di avventure.

### Il piazzista
Floro viene sorpreso in compagnia dell'amante dalla propria moglie. In suo aiuto accorre un piazzista di elettrodomestici il quale, in cambio dell'aiuto, lo ricatta fino a costringerlo ad acquistargli tutto il campionario.

## Produzione
Il film è ambientato a Roma e si apre su un'inquadratura del Palazzo della Civiltà Italiana all'EUR la cui celebre scritta risulta contraffatta e adattata alla bisogna.
Nonostante il film sia un b-movie, il  cast è piuttosto nutrito e composto da nomi noti dello spettacolo dell'epoca (su tutti svetta la coppia Raimondo Vianello-Sandra Mondaini, oltre a Gino Bramieri e Mario Carotenuto) molti dei quali noti comici caratteristi come Fanfulla, capocomico di celebrata fama teatrale. Nella pellicola compaiono anche un giovane Carlo Delle Piane e il cantante Peppino Di Capri (con i suoi Rockers).

## Colonna Sonora
Le musiche della colonna sonora sono firmate da Carlo Savina. Il brano Sexy Jazz, non utilizzato in tale colonna sonora, è stato inserito nel CD del 2004, con musiche da film, della Rambling Records RBCS-2065 (UPN 4-545933-120655), destinato al mercato nipponico.